# Vicariat apostolique de Rodrigues
Le vicariat apostolique de Rodrigues (Apostolicus Vicariatus Rodrigensis) fut créé le 31 octobre 2002 par le pape Jean-Paul II selon le souhait formulé par les chrétiens de Rodrigues.

## Histoire
Peu après la création du diocèse de Port Louis, en 1847, le premier prêtre arrivé à Rodrigues fut le père François Thévaux. Après plusieurs années d’évangélisation, la communauté chrétienne se structura pour devenir une paroisse en 1869. La population d’alors avoisinait 700 personnes dont 120 couples. 
Le père Thévaux supervisa la construction de deux églises, l’une à Port-Mathurin et l’autre à Saint-Gabriel. Le père Jean-Marie Pivault prit l’initiative de la construction d’une troisième église à La Ferme en 1907 et la dédia au Saint-Esprit. Lorsqu’il arriva à Rodrigues en 1929, le père Eugène Legault vit que le lieu de culte de saint Gabriel fut trop petit. Il lança la construction d’une plus grande église le 18 octobre 1936, qui deviendra la cathédrale de Saint-Gabriel après l’accession de l’île au statut de vicariat. L’église fut consacrée en grande pompe par l’archevêque James Leen le 10 décembre 1939. En 1970 Port-Mathurin et La Ferme furent érigés en paroisse.
Les chrétiens de Rodrigues firent la demande que l’île accède au rang de vicariat en 1997 et en 2000. L’évêque de Maurice, Mgr Maurice Piat transmis la requête au Saint-Siège et le pape Jean-Paul II érigea l’île Rodrigues en vicariat apostolique le 31 octobre 2002. Alain Harel fut ordonné premier évêque de Rodrigues le 2 décembre 2002 sur le parvis de la cathédrale de Saint-Gabriel.

## Statut du vicariat apostolique de Rodrigues
Un vicariat apostolique est dirigé par un vicaire apostolique, qui est souvent un évêque titulaire. Bien que ce territoire puisse être classifié comme une Église locale, selon l'article 371.1 du code de droit canonique, la juridiction du vicaire apostolique est un exercice vicarial de la juridiction du pape, c'est-à-dire que le territoire vient directement sous l'autorité du pape en tant qu'«évêque universel», et il exerce son autorité à travers un vicaire ou un délégué. Ceci est différent de la juridiction d'un évêque diocésain, dont la juridiction dérive directement de son office.

## Statistiques[3]
La population de Rodrigues fut de 35 779 en 2003 et les catholiques représentaient 91,1 % de cette population, soit 32 612, occupant une superficie de 102 kilomètres carrés. Le vicariat apostolique compte à ce jour 5 paroisses. Notamment : la cathédrale dédiée au Sacré Cœur à Saint-Gabriel ; Saint Cœur de Marie, Port Mathurin ; Saint Esprit La Ferme ; Notre Dame de Brûlé et Sainte Thérèse Rivière Coco. Cinq prêtres sont repartis dans ces paroisses. L’île accueille aussi trois communautés religieuses : les communautés filles de Marie à La Ferme et à Saint-Gabriel et la communauté Marie Réparatrice à Port-Mathurin.

## Gestion du vicariat
L’évêque nomme un conseil épiscopal qu’il rencontre tous les mois. Ce conseil comprend des prêtres, des religieuses et des laïcs. Il a aussi institué les trois commissions qui ont pour mission de mettre en œuvre les priorités du vicariat qui découlent des orientations du synode de Rodrigues.
Les cinq priorités synodales sont :
- l’Inculturation de la foi
- La présence active des chrétiens dans la vie rodriguaise
- Consolider la foi personnelle en Jésus Christ
- La famille
- Élaborer une pastorale d’ensemble.

Les trois commissions sont les suivantes :
- Commission de l’inculturation
- Commission catéchèse
- Commission famille.

## Ordination sacerdotale
Avant l’avènement du Vicariat, Rodrigues eu plusieurs fils du sol ordonné prêtres. Le premier prêtre rodriguais d'origine chinoise, Luc René Young Chen Yin, de l'ordre des OMI (missionnaires oblats de Marie-Immaculée) a été ordonné à Hong Kong le 16 février 1992. Serge Clair est un autre rodriguais qui fut prêtre de 1966 à 1976. Ce qui suit concerne les religieux ordonnés après le 31 octobre 2002.
L’évêque Alain Harel fut le premier religieux à être consacré dans l'île, soit deux jours après la création du vicariat. Le 13 juillet 2005 Joseph Lélio Prudence devint le premier Rodriguais à être ordonné prêtre depuis l’avènement du vicariat. Il choisit de partir en mission à l’étranger après sa consécration. Alex Perrine fut ordonné à Marie, Reine de Rodrigues le 15 août 2008. Il fut nommé vicaire de la paroisse du Saint-Cœur de Marie de Port Mathurin le lendemain.